# Mondrainville
Mondrainville è un comune francese di 454 abitanti situato nel dipartimento del Calvados nella regione della Normandia.

## Società

### Evoluzione demografica
Abitanti censiti